# Aššur-nirári V.
Aššur-nirári V. (dosl. Aššure, přijdi na pomoc) byl asyrským králem v letech 754 až 745 př. n. l.
Syn Adad-niráriho III. nastoupil na trůn po svém starším bratrovi Aššur-dánovi III. a zemi zdědil ve velmi obtížné situaci. Stejně jako za vlády jeho bratra, tak i nyní omezovali královskou moc dvorní hodnostáři a další aristokraté, obzvláště Šamši-ilu. Král musel dokonce porušit tradici každoročních válečných výprav, a to dokonce po čtyři roky v řadě. Roku 746 př. n. l. vypuklo v zemi povstání, které na trůn vyneslo Tiglatpilesara III.